# Jonkowo (gmina)
Jonkowo est une gmina rurale du powiat de Olsztyn, Varmie-Mazurie, dans le nord de la Pologne. Son siège est le village de Jonkowo, qui se situe environ 14 km à l'ouest de la capitale régionale Olsztyn.
La gmina couvre une superficie de 168,19 km2 pour une population de 5 719 habitants.

## Géographie
La gmina inclut les villages de Bałąg, Gamerki Małe, Gamerki Wielkie, Garzewko, Giedajty, Godki, Gutkowo, Jonkowo, Kajny, Łomy, Mątki, Nowe Kawkowo, Polejki, Porbady, Pupki, Stare Kawkowo, Stękiny, Szałstry, Szelągowo, Warkały, Węgajty, Wilimowo et Wołowno.
La gmina borde la ville d'Olsztyn et les gminy de Dywity, Gietrzwałd, Łukta et Świątki.